# Strongylocentrotus franciscanus
Strongylocentrotus franciscanus är en sjöborreart som först beskrevs av Alexander Emanuel Agassiz 1863.  Strongylocentrotus franciscanus ingår i släktet Strongylocentrotus och familjen tistelsjöborrar. Inga underarter finns listade i Catalogue of Life.

## Bildgalleri

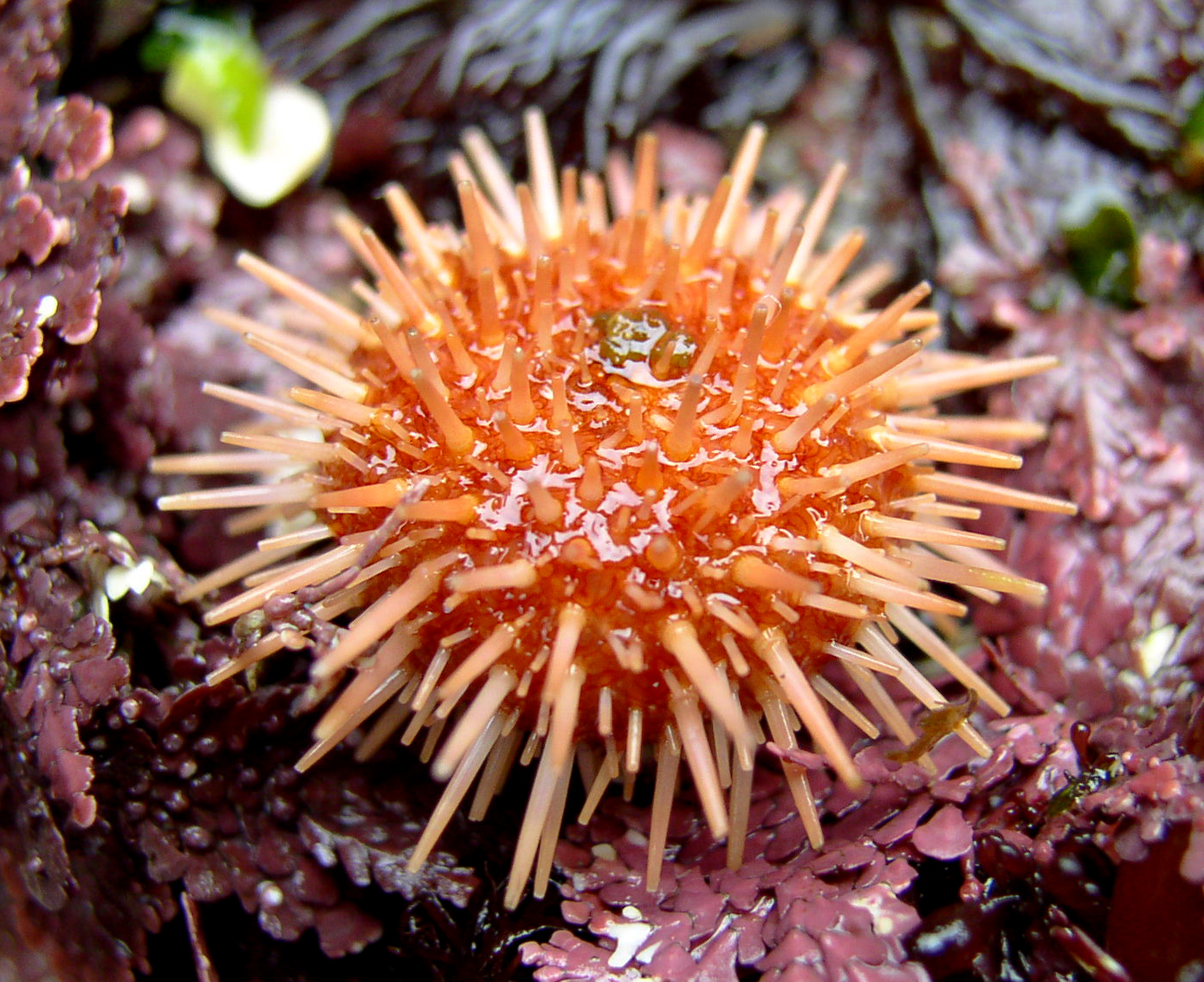